# Ramsauer-Effekt
Der Ramsauer-Effekt, auch als Ramsauer-Townsend-Effekt bekannt, bezeichnet die extreme Durchlässigkeit von Gasen gegenüber langsamen Elektronen. Er wurde von Carl Ramsauer 1920 entdeckt und gilt heute als der erste experimentelle Hinweis darauf, dass die Klassische Mechanik nicht nur bei den im Atom gebundenen Elektronen versagt, sondern auch bei manchen Beobachtungen an freien Elektronen.
Der Ramsauer-Effekt war von Nils Akesson 1916 schon im gleichen Institut entdeckt und publiziert worden, wurde aber zunächst wegen angeblicher Schwachstellen in seinen Experimenten nicht anerkannt. Seine Ergebnisse wurden in den 1920er Jahren aber nach und nach bestätigt.
Der ebenfalls für diesen Effekt verwendete Name Ramsauer-Townsend-Effekt schließt die Forschungen des irischen Physikers John Sealy Edward Townsend ein, der 1901 entdeckt hatte, dass die mittlere freie Weglänge bei der Bewegung freier Elektronen in Gasen von deren kinetischer Energie abhängt.

## Beschreibung
Wenn Elektronen ein Gas durchqueren, treten sie mit den Gasmolekülen in Wechselwirkung. Um diese Wechselwirkung zu bestimmen, führte Ramsauer den Begriff effektiven Wirkungsquerschnitt (im Unterschied zu dem in der kinetischen Gastheorie bestimmten Wirkungsquerschnitt der Streuung von Atomen oder Molekülen aneinander) ein: je größer der effektive Wirkungsquerschnitt eines Gasmoleküls, desto eher wird es von einem Elektron getroffen, und desto weniger Elektronen durchdringen das Gas. Nach den Vorstellungen der klassischen Mechanik sollte der Wirkungsquerschnitt umso kleiner sein, je größer die kinetische Energie und damit die Geschwindigkeit des Elektrons ist, da langsamere Elektronen stärker durch das elektrische Feld im Inneren der Atome abgelenkt würden.
Ramsauer stellte jedoch fest, dass die Abhängigkeit des Wirkungsquerschnitts von der kinetischen Energie der Elektronen anders verläuft. So zeigt der Wirkungsquerschnitt bei vielen Gasen bei etwa einem Elektronenvolt Energie ein Minimum (Ramsauer-Querschnitt), das teilweise deutlich unter dem gaskinetischen Querschnitt liegt. Mit wachsender Elektronenenergie steigt der Wirkungsquerschnitt zunächst auf ein Maximum, um bei Werten oberhalb von 20 Elektronenvolt dann wieder stark abzufallen, teilweise unter den Ramsauer-Querschnitt.
Dies Verhalten war damals noch nicht erklärbar.

## Erklärung
Erst mit de Broglies These der Materiewellen und damit durch den Welle-Teilchen-Dualismus wurde das Minimum des Wirkungsquerschnitts im Grundsatz verstanden: dabei muss die von der Geschwindigkeit abhängige De-Broglie-Wellenlänge der Elektronen in der gleichen Größenordnung liegen wie die Größe der Gasatome, die die Streuung der Elektronen verursachen. Dadurch erlauben die Gasatome die Transmission der Elektronen, sodass die Passage von Elektronen einer entsprechend großen Wellenlänge weniger behindert wird als bei kleinerer Wellenlänge, also höherer Energie.
Die vollständige Erklärung des Ramsauer-Effekts erfolgt mittels Streutheorie und erfordert daher die von 1925 bis 1927 entwickelte Quantenmechanik. Durch den Wellencharakter der Elektronen kommt es zur Transmission durch die Atome und in der Folge auch zu Interferenzerscheinungen.